# Sulle mie labbra
Sulle mie labbra (Sur mes lèvres) è un film del 2001 diretto da Jacques Audiard, scritto assieme a Tonino Benacquista. Il film è interpretato da Vincent Cassel (Paul), un ex detenuto in libertà vigilata, e Emmanuelle Devos (Carla), una ragazza parzialmente sorda che sa leggere le labbra.

## Trama
Carla è una ragazza sorda che, grazie all'uso di apparecchi acustici e aiutandosi con la lettura delle labbra, riesce a sentire. È l'unica impiegata in una grande impresa di costruzioni, dove viene trattata con sufficienza e derisa, se non addirittura sfruttata, da molti colleghi. Conduce un'esistenza piuttosto solitaria e monotona, vivendo con frustrazione tanto la situazione lavorativa (non essendo priva di ambizione) quanto quella affettiva, costretta a confrontarsi con la movimentata vita sentimentale delle sue amiche. Ad un certo punto in ufficio le viene affiancato un assistente, Paul, un ex carcerato in cerca di riabilitazione sociale. Da questo momento in poi quella che poteva apparire come una storia di carattere esistenziale e sociale, si trasforma in un film d'azione dai ritmi incalzanti e in una storia d'amore fuori dagli schemi, dove la disabilità di Carla (e la sua capacità di leggere le parole sulle labbra delle persone) si trasforma da handicap a elemento essenziale per mettere a segno un clamoroso furto di denaro che cambierà le loro vite.

## Riconoscimenti
- Premio César, Francia 2002: Miglior attrice (Meilleure actrice) - Emmanuelle Devos; Migliore sceneggiatura (Meilleur scénario, original ou adaptation) - Jacques Audiard, Tonino Benacquista; Miglior sonoro (Meilleur son) - Cyril Holtz, Pascal Villard Marc-Antoine Beldent
- Nominati al César: Miglior attore (Meilleur acteur) - Vincent Cassel; Miglior regia (Meilleur réalisateur) - Jacques Audiard; Miglior film (Meilleur film) - Jacques Audiard
- European Film Awards 2002 Nomina Miglior attore Vincent Cassel; miglior attrice - Emmanuelle Devos
- Newport International Film Festival[1] 2002: Premio della giuria, miglior regista - Jacques Audiard; miglior attrice - Emmanuelle Devos